# Alborache
Alborache – gmina w Hiszpanii, w prowincji Walencja, we wspólnocie autonomicznej Walencja, o powierzchni 27,33 km². W 2011 roku liczyła 1268 mieszkańców.